# Stephanie Springer

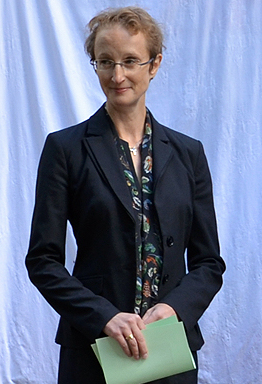
Stephanie Springer, 2013

Stephanie Springer (* 1967 in Hannover) ist eine Juristin und ehemalige Richterin. Ab dem 30. August 2013 bis 22. Oktober 2023 war sie die Präsidentin des Landeskirchenamtes der Evangelisch-lutherischen Landeskirche Hannovers. Seit dem 23. Oktober 2023 arbeitet sie als Abteilungsleiterin im Justizministerium Niedersachsen.

## Leben
Stephanie Springer studierte Jura an der Universität Hannover. 1994 machte sie ihren Magister Legum Europae. Nach ihrem Referendariat promovierte sie bei Professor Wolfgang Kilian an der Universität Hannover. Als Assessorin war sie an mehreren Gerichten in Niedersachsen und Referentin im Justizministerium tätig. Von 2002 bis 2006 arbeitete sie in der niedersächsischen Landesvertretung bei der Europäischen Union in Brüssel. Im Jahr 2006 wurde sie Richterin am Landgericht Hannover, 2007 wurde sie an das Oberlandesgericht Celle abgeordnet. Dort leitete sie die Präsidialabteilung II, die für Personalangelegenheiten des richterlichen Dienstes zuständig ist. Zudem war sie im 1. Zivilsenat zuständig für Fragen des Arzthaftungsrechts. Im März 2013 wurde sie vom Kirchensenat der Evangelisch-lutherischen Landeskirche Hannovers als erste Frau in das Amt des Präsidenten des Landeskirchenamtes Hannover berufen. Am 30. August 2013 wurde Stephanie Springer in einem Gottesdienst in der Marktkirche Hannover durch Landesbischof Ralf Meister in ihr Amt eingeführt. Unter Leitung Springers wurde eine umfassende Neuordnung der kirchlichen Verwaltung begonnen. Zudem hatte sie entscheidenden Anteil an einer neuen Verfassung der Landeskirche, mit der erstmalig das Verhältnis der Landeskirche zum demokratischen Rechtsstaat geklärt und der Artikel über die enge Verbindung der Kirche zum Judentum neu gefasst wurden. Außerdem werden Jugendlichen mehr Beteiligungsmöglichkeiten in kirchlichen Gremien eingeräumt. Am 23. Oktober 2023 übernahm sie die Leitung der Abteilung Justizvollzug des Niedersächsischen Justizministeriums.
Seit November 2015 ist Stephanie Springer Mitglied im Rat der EKD. Sie wurde 2021 wiedergewählt.
Stephanie Springer ist seit 2017 Vorsitzende des Kuratoriums des Evangelischen Studienwerks Villigst, dessen Mitglied sie seit 2009 ist.
Sie ist Mitglied im Aufsichtsrat des Diakonischen Werk in Niedersachsen.

## Schriften
- Virtuelle Wanderarbeit: das internationale Arbeits- und Sozialversicherungsrecht der grenzüberschreitenden Telearbeit, 1. Auflage, zugleich Dissertation 2002 an der Universität Hannover, in der Reihe Beiträge zur juristischen Informatik, Band 25, Darmstadt: stmv, Toeche-Mittler, 2002, ISBN 3-87820-109-5
- Bugenhagens Kirchenordnungen - evangelisches Kirchenrecht zwischen Kanonischem Recht und moderner Kirchenverfassung in: Glaube sucht Ordnung - Hildesheim wird evangelisch : Anmerkungen zu Bugenhagens Kirchenordnung / mit Beiträgen von Sven Abromeit [und anderen], Gerstenberg Verlag, Hildesheim, 2017, ISBN 978-3-8067-8821-1.